# Álmosd
Álmosd è un comune dell'Ungheria di 1.673 abitanti (dati 2001). È situato nella contea di Hajdú-Bihar.